# Чорняве (заповідне урочище)
Чорня́ве — заповідне урочище в Україні. Об'єкт природно-заповідного фонду Івано-Франківської області. 
Розташоване в межах Снятинського району Івано-Франківської області, біля села Келихів. 
Площа 11,5 га. Статус надано згідно з рішенням облвиконкому від 17.05.1983 року №166. Перебуває у віданні А/К «Колос». 
Статус надано для збереження природного болотного комплексу з типовими водолюбними та рідкісними видами. Зростають: калюжниця болотна, пухівка піхвова, журавлина болотна, осока затінкова, рогіз та цибуля ведмежа (занесена до Червоної книги України).